# Anderson (Indiana)
Pour les articles homonymes, voir Anderson.
La ville américaine d’Anderson est le siège du comté de Madison, dans l’Indiana. Sa population s’élevait à 56 129 habitants en 2010, alors qu’elle en comptait quelque 70 000 en 1970.

## Géographie

### Situation

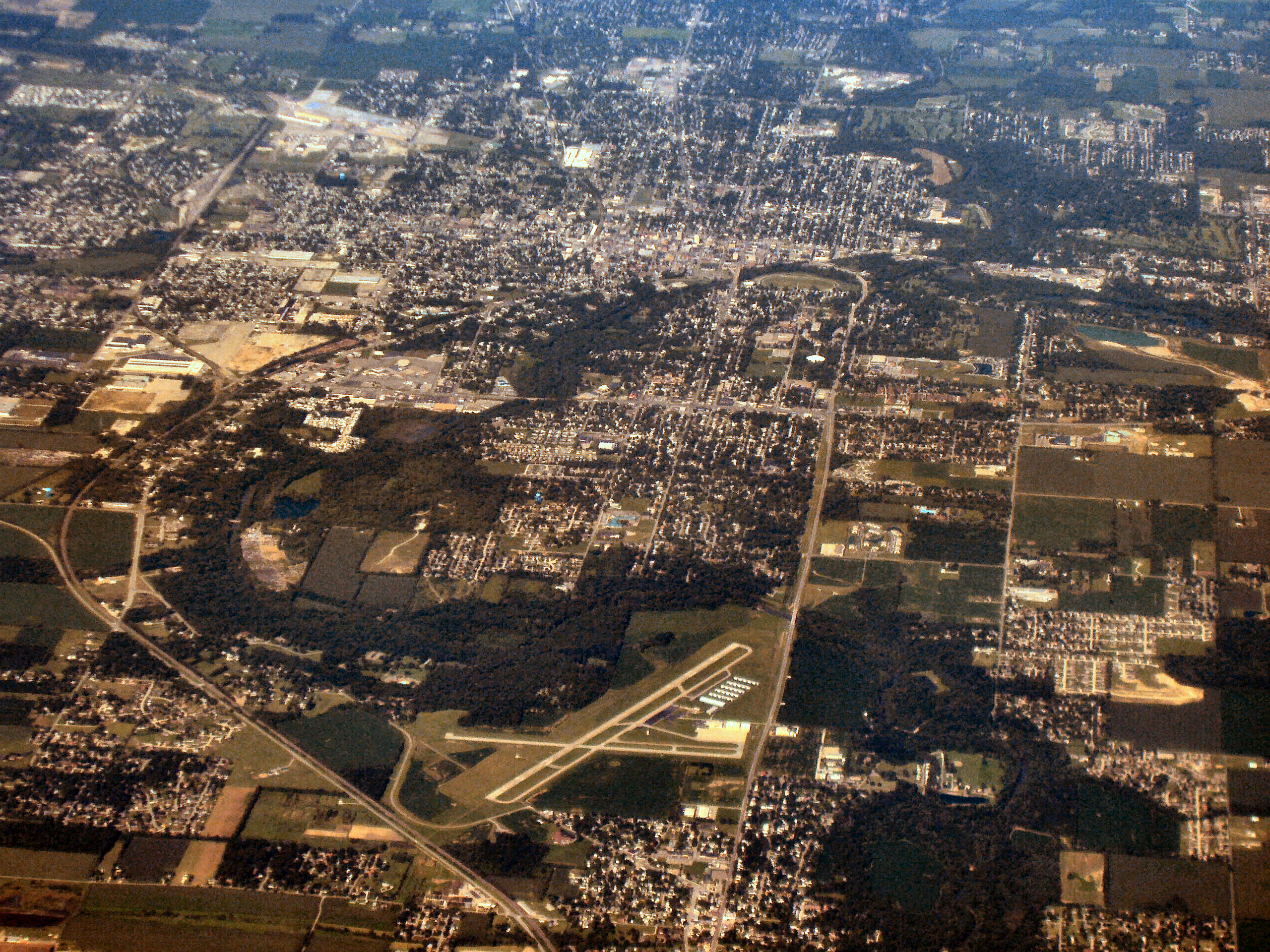
Vue aérienne d’Anderson en 2005.

Anderson est située au nord-est d'Indianapolis dans le centre de l'Indiana. La ville est fondée sur la rive sud de la White River. À l'est d'Anderson, à la sortie de la ville, se trouve le parc d'État des Mounds.
Selon le Bureau du recensement des États-Unis, la municipalité s'étend en 2010 sur une superficie de 41,48 milles carrés (107,43 km2), dont 0,11 mille carré (0,28 km2) d'étendues d'eau.

### Transports
Anderson possède un aéroport municipal (code AITA : AID).

### Climat
À l'image de l'Indiana, le climat d'Anderson est marqué par les saisons : les hivers y sont souvent froids tandis que la fin du printemps et le début de l'été sont généralement chauds et pluvieux.
| Mois                              | jan. | fév. | mars | avril | mai  | juin | jui. | août | sep. | oct. | nov. | déc. | année |
| --------------------------------- | ---- | ---- | ---- | ----- | ---- | ---- | ---- | ---- | ---- | ---- | ---- | ---- | ----- |
| Température minimale moyenne (°C) | −6,7 | −5,6 | −0,5 | 4,9   | 10,6 | 15,7 | 17,7 | 16,7 | 12,8 | 6,7  | 1,1  | −4,6 | 5,7   |
| Température moyenne (°C)          | −2,4 | −0,9 | 4,7  | 10,8  | 16,6 | 21,6 | 23,6 | 22,6 | 19   | 12,7 | 5,9  | −0,5 | 11,1  |
| Température maximale moyenne (°C) | 1,9  | 3,6  | 9,8  | 16,7  | 22,6 | 27,4 | 29,4 | 27,4 | 25,2 | 18,8 | 10,7 | 3,6  | 16,5  |
| Précipitations (mm)               | 56   | 61   | 83   | 96    | 104  | 106  | 104  | 89   | 78   | 73   | 85   | 75   | 1 010 |
| Nombre de jours avec neige        | 2,8  | 1,9  | 0,6  | 0     | 0    | 0    | 0    | 0    | 0    | 0,1  | 0,1  | 0,9  | 7,4   |

| Diagramme climatique                                  |           |           |           |             |             |             |            |            |           |           |           |
| J                                                     | F         | M         | A         | M           | J           | J           | A          | S          | O         | N         | D         |
| 1,9−6,756                                             | 3,6−5,661 | 9,8−0,583 | 16,74,996 | 22,610,6104 | 27,415,7106 | 29,417,7104 | 27,416,789 | 25,212,878 | 18,86,773 | 10,71,185 | 3,6−4,675 |
| Moyennes : • Temp. maxi et mini °C • Précipitation mm |           |           |           |             |             |             |            |            |           |           |           |

## Histoire

### Fondation d'Anderson
Chassés par les Européens du Nord-Est des États-Unis, des Lenapes s'installent dans la région au début du XIXe siècle avant d'être expulsés à la suite de la signature du traité de St. Mary's en 1818. Le chef de la tribu, Kikthawenund (William Anderson), était le fils du suédois John Anderson et de la fille du grand chef lenape Netewatwees.
John Berry achète ces terres en 1823 et fonde Andersontown. Berry promet au gouvernement du comté de Madison d'offrir une parcelle pour la construction du nouveau tribunal du comté. Le siège du comté est ainsi transféré de Pendleton à Andersontown entre 1828 et 1836. Durant les années qui suivent, son économie est principalement tournée vers l'agriculture,. Elle devient une municipalité (avec le statut de town) en 1838.

### Anderson, l'industrielle

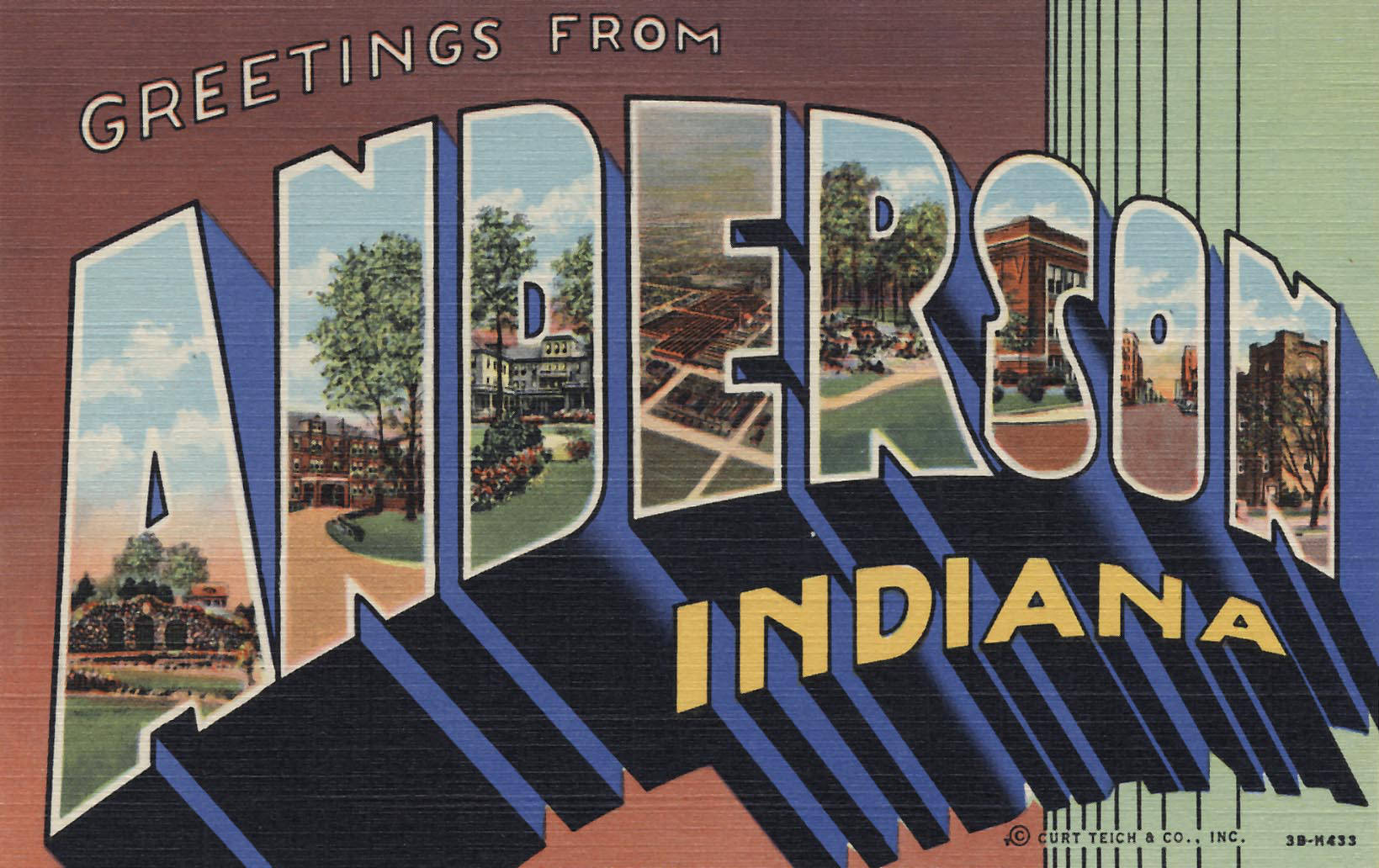
Une carte postale d'Anderson de 1943.

La ville prend le nom d'Anderson en 1848. Elle voit l'arrivée de quatre lignes chemin de fer à partir de 1853 : le Bellefontaine Railroad (en) en 1853, le Chicago Air Line Railroad en 1855, l'Anderson, Lebanon and St. Louis Railroad (en) en 1871 et le Nickel Plate Railroad vers 1875. Les premiers emplois industriels arrivent alors. Anderson adopte le statut de city en 1865 et élit son premier maire, Robert N. Williams.
En mars 1887, d'importantes réserves de gaz naturel sont découvertes à proximité de la ville. Quelques mois plus tard, davantage de gaz est trouvé à l'est de la White River. Profitant de sa situation à l'intersection de quatre lignes de chemin de fer, Anderson attire de nombreuses industries spécialisées dans la verrerie ou la sidérurgie, originaires de l'Ohio ou de Pennsylvanie. Elle adopte alors le surnom de « reine de la ceinture gazière » (en anglais : Queen City of the Gas Belt). Au sommet du boom gazier, en 1900, la ville compte plus de 130 usines. Anderson voit sa population doubler entre 1890 et 1900, passant d'environ 10 000 habitants à plus de 20 000. Les réserves en gaz s'épuisent toutefois au début du XXe siècle. Si certaines entreprises ferment, d'autres choisissent de rester pour les infrastructures en place et se convertissent au charbon. General Motors s'installe à Anderson à cette époque.
Anderson connaît son apogée au début des années 1970, lorsque General Motors y emploie plus de 22 000 personnes (soit environ un tiers de la population) dans ses vingt usines locales. Les chocs pétroliers de 1973 et 1979 entraînent des fermetures d'usines et la ville est touchée par un taux de chômage de plus de 20 %. En 1999, la dernière usine General Motors d'Anderson ferme ses portes.

## Population et société

### Démographie
Lors du recensement de 2010, la population d'Anderson est de 56 129 habitants. Elle est estimée à 55 037 habitants au 1er juillet 2018, soit une diminution de 2 %.
Le revenu par habitant était en moyenne de 20 207 dollars par an entre 2013 et 2017, largement inférieur à la moyenne de l'Indiana (27 305 dollars) et à la moyenne nationale (31 177 dollars). Sur cette même période, 25,8 % des habitants d'Anderson vivaient sous le seuil de pauvreté (contre 13,5 % dans l'État et 11,8 % à l'échelle des États-Unis).
| Groupe                           | Anderson (2017) | Indiana (2018) | États-Unis (2018) |
| -------------------------------- | --------------- | -------------- | ----------------- |
| Blancs                           | 79,0            | 85,1           | 76,5              |
| Afro-Américains                  | 13,8            | 9,8            | 13,4              |
| Métis                            | 4,1             | 2,1            | 2,7               |
| Asiatiques                       | 0,9             | 2,5            | 5,9               |
| Amérindiens                      | 0,3             | 0,4            | 1,3               |
| Total                            | 100             | 100            | 100               |
|                                  |                 |                |                   |
| Hispaniques et Latino-Américains | 5,3             | 7,1            | 18,3              |

Selon l'American Community Survey, pour la période 2011-2015, 93,49 % de la population âgée de plus de 5 ans déclare parler anglais à la maison, alors que 3,19 % déclare parler l'espagnol et 3,32 % une autre langue.

### Éducation

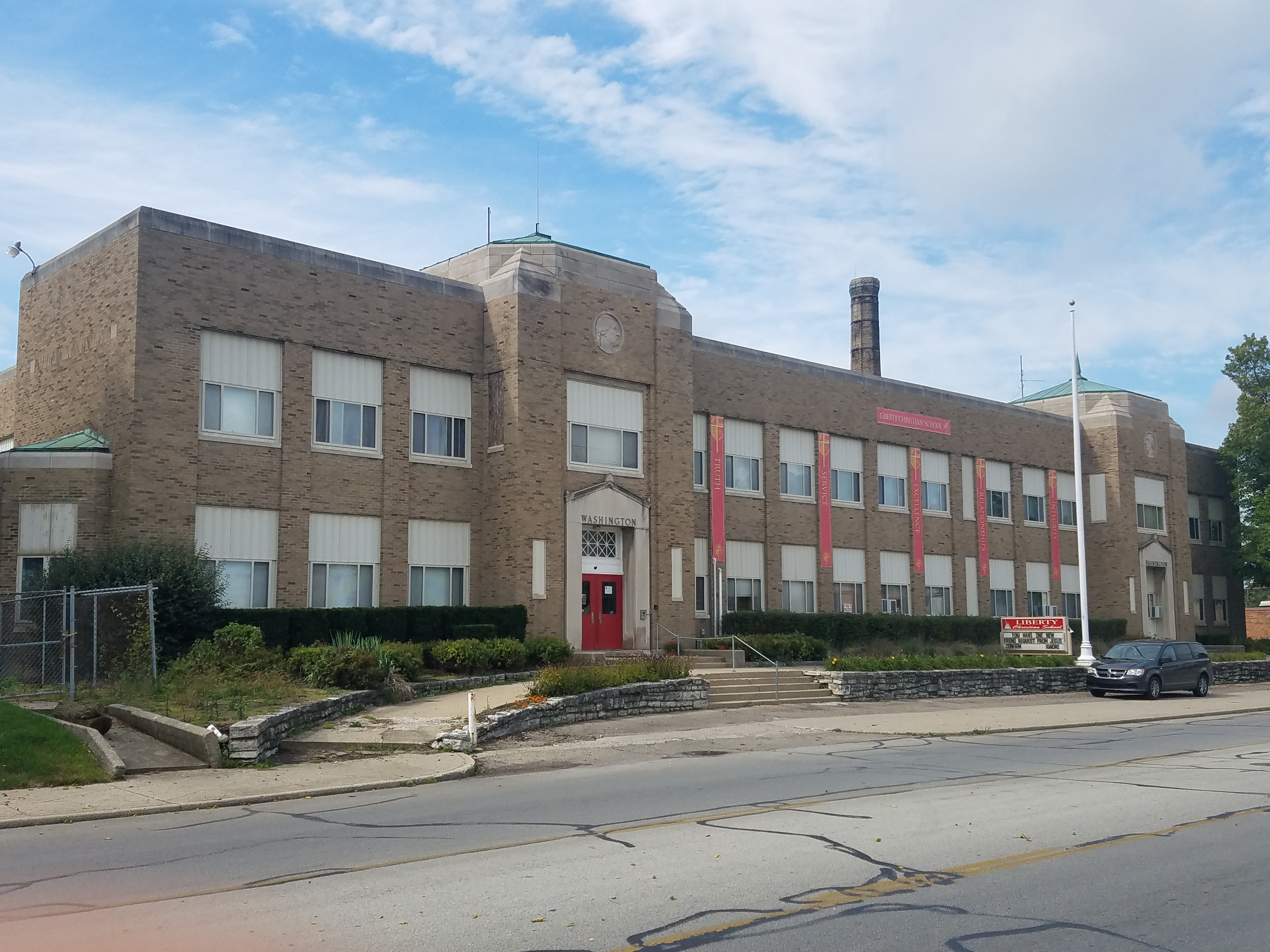
La Liberty Christian School, une école privée d'Anderson.

Les écoles publiques de la ville sont gérées par la Anderson Community School Corporation. En 2016, Anderson compte deux écoles maternelles (Killbuck Kindergarten Extension et Southview Preschool Center), six écoles élémentaires (Anderson, Eastside, Edgewood, Erskine, Tenth Street et Valley Grove), une middle school et une high school. Elle accueille également une high school publique pour adultes : The Excel Center,. Dans les années 1970, Anderson compte trois high schools : Anderson High School, Highland High School et Madison Heights High School, comptant chacune plus de 2 000 étudiants. Leurs équipes de basket-ball sont alors considérée parmi les meilleures de l'État. L'originale Anderson High School ferme en 1997 et Madison Heights est renommée Anderson. Highland devient par la suite une middle school.
Anderson compte une charter schools (Anderson Preparatory Academy) et de nombreuses écoles privées (Anderson Christian School, Calvary Academy, Cross Street Christian School, Indiana Christian Academy, Liberty Christian School, St. Ambrose School et St. Mary's School). Concernant l'enseignement supérieur, la ville accueille : l'Anderson University (en) ainsi que des campus du Harrison College (en), de l'Ivy Tech Community College of Indiana (en) et de l'université Purdue.
D'après le Bureau du recensement des États-Unis, la population d'Anderson est moins éduquée que celle de l'Indiana ou des États-Unis. En 2017, seuls 84,8 % de ses habitants de plus de 25 ans sont diplômés d'une high school (contre 88,3 % en Indiana et 87,3 % à l'échelle du pays). L'écart se creuse davantage concernant la proportion d'adultes diplômés d'au moins un baccalauréat universitaire : elle concerne 14,5 % des plus de 25 ans vivant à Anderson contre respectivement 25,3 % et 30,9 %.

### Religion
Anderson est le siège de l'Église de Dieu. Fondée en 1880 par Daniel Warner, il s'agit d'une église évangélique accueillant de nombreux chrétiens born again.

## Politique et administration

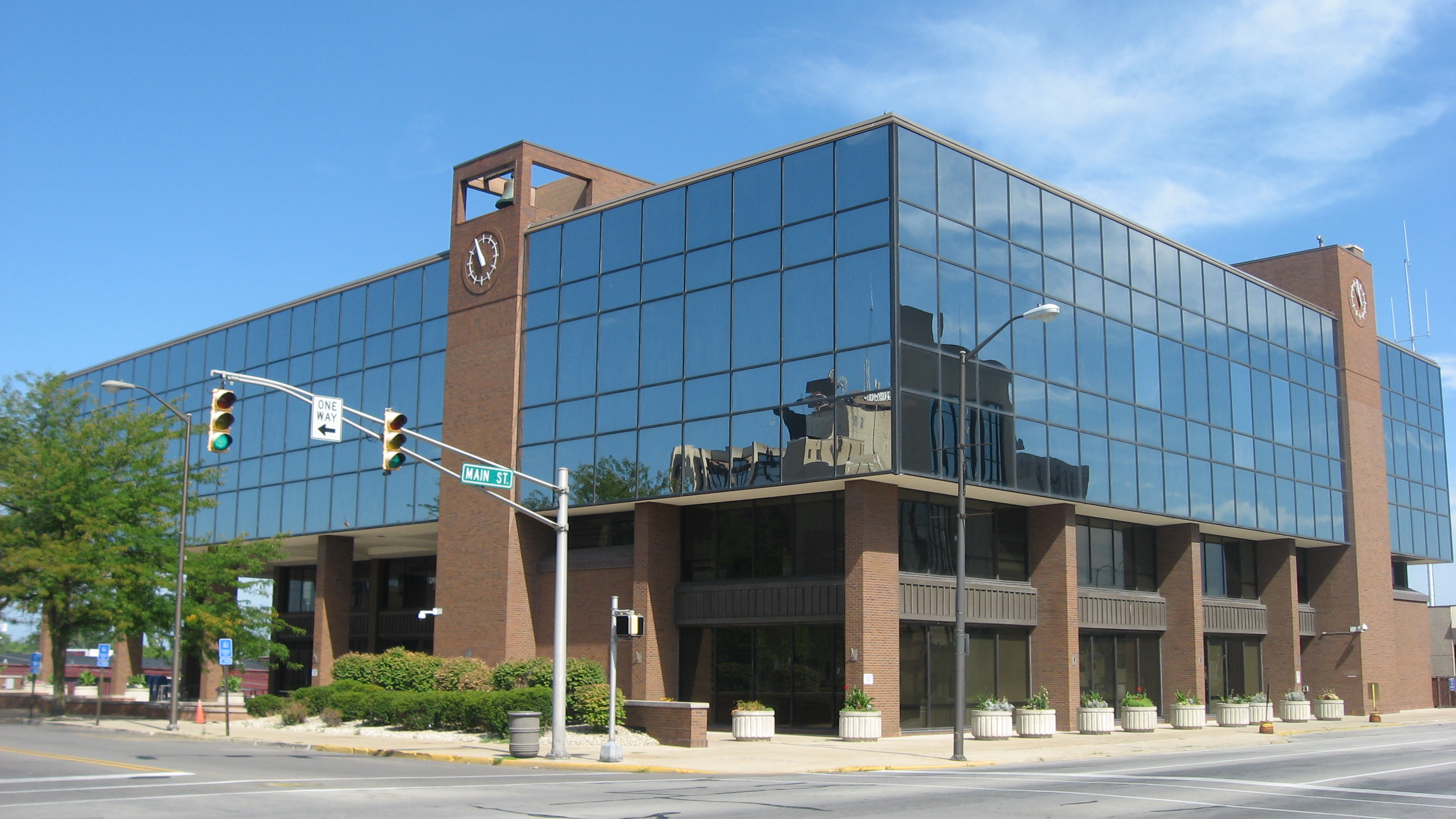
Le tribunal du comté.

Anderson est le siège du comté de Madison. À ce titre, elle accueille le tribunal du comté. L'actuel bâtiment est construit en 1972, en remplacement d'un ancien édifice de 1884 de style Second Empire devenu trop exigu et aujourd'hui détruit,. La ville accueille également un tribunal municipal (en anglais : Anderson City Court) qui a juridiction concernant le non-respect des arrêtés municipaux et certaines contraventions mineures dans le comté. Le juge du tribunal municipal est élu par les électeurs de la ville. Depuis 2015, il s'agit du démocrate Jason Jamerson.
La municipalité d'Anderson est dirigée par un maire, élu au suffrage universel direct Depuis 2015, le maire d'Anderson est le démocrate Thomas Broderick Jr., élu face au républicain sortant Kevin Smit.
Le conseil municipal (en anglais : city council) est composé de neuf membres : six élus au sein de districts et trois élus à l'échelle de la ville (at-large). Il se réunit tous les deuxièmes jeudi du mois. Le conseil municipal élu en 2015 est dominé par sept démocrates (dont les trois élus at-large) contre deux républicains.

## Économie
Après les chocs pétroliers des années 1970, Anderson a connu un important chômage atteignant jusqu'à 22 % de la population active. Les dernières usines de General Motors, qui ont longtemps marqué l'industrie locale, ferment en 1999. Pendant plusieurs années, la ville dépend toujours des 10 000 anciens salariés de GM, à qui l'entreprise procure une généreuse couverture santé. Les hôpitaux deviennent les premiers employeurs de la ville. La crise économique de 2008 touche également durement la ville. En 2010, le comté de Madison autour d'Anderson connaît un taux de chômage de 12,1 % contre 10,4 % dans l'Indiana.
De nouvelles grandes entreprises s'implantent toutefois dans la région au début du XXIe siècle, à l'image de Nestlé ou de fabricants de pièces automobiles. En 2012, Anderson compte 3 167 entreprises. Le chômage dans le comté baisse fortement entre 2010 et 2018 pour atteindre 3,3 % et se rapprocher de la moyenne de l'État à 3 %. Cependant, l'American Community Survey (2013-2017) révèle que le taux d'emploi des plus de 16 ans d'Anderson (à 56,1 %) reste bien inférieur à celui de l'Indiana (63,8 %) ou des États-Unis (63 %). Ce taux tombe à 52,1 % chez les femmes (contre 58,9 % et 58,2 %).
| Employeur                                | Domaine d'activité    | Nombre d'EPT |
| ---------------------------------------- | --------------------- | ------------ |
| Community Hospital Anderson              | Santé                 | 1 980        |
| Saint Vincent Anderson Regional Hospital | Santé                 | 1 410        |
| Nestlé                                   | Industrie alimentaire | 790          |
| Hoosier Park Racing and Casino           | Divertissements       | 785          |
| Carter Express                           | Logistique            | 680          |
| Anderson University                      | Éducation             | 530          |
| Conduent                                 | Centre d'appel        | 500          |
| Pay Less / Kroger Super Markets          | Grande distribution   | 440          |
| Greenville Technology                    | Industrie automobile  | 395          |
| Walmart Super Center                     | Grande distribution   | 365          |

## Patrimoine
Anderson compte trois quartiers inscrits au registre national des lieux historiques : le quartier de la 8e rue ouest (1976), le quartier de West Central (1984) et le centre-ville historique (2006).
Le centre-ville comprend 42 édifices. Dix-huit d'entre-eux sont des bâtiments commerciaux (principalement italianisants) datant du boom gazier ; le plus ancien étant le Big Four Depot de 1887. Du début du XXe siècle aux années 1950, le quartier accueille des nouveaux bâtiments institutionnels (la poste de 1910) et culturels (les cinémas des années 1920) inspirés d'autres styles architecturaux : néo-roman, néo-classique, Art déco ou encore international.
Le quartier de West Central est construit à partir de 1854 à l'ouest de la ville fondée par John Berry. La plupart de ses 160 bâtiments — souvent de style Queen Anne ou italianisant — sont édifiés entre 1885 et 1910, durant le boom gazier. Le quartier, résidentiel, accueille alors une grande partie de la bourgeoisie locale. Il est peu à peu déserté par sa population à partir de la Grande Dépression. Au milieu du XXe siècle, de nombreuses demeures sont divisées en appartement ou détruites pour faire place à des parkings. Depuis les années 1970, le quartier fait cependant l'objet d'importantes restaurations.
Le quartier de la 8e rue ouest (en anglais : West 8th Street) est un quartier résidentiel de l'ouest d'Anderson, comprenant de nombreuses maisons de deux étages de style victorien, deux églises et deux écoles. L'un des plus anciens édifices quartier est la maison de Neil McCullough, construite dans un style néo-classique en 1870.

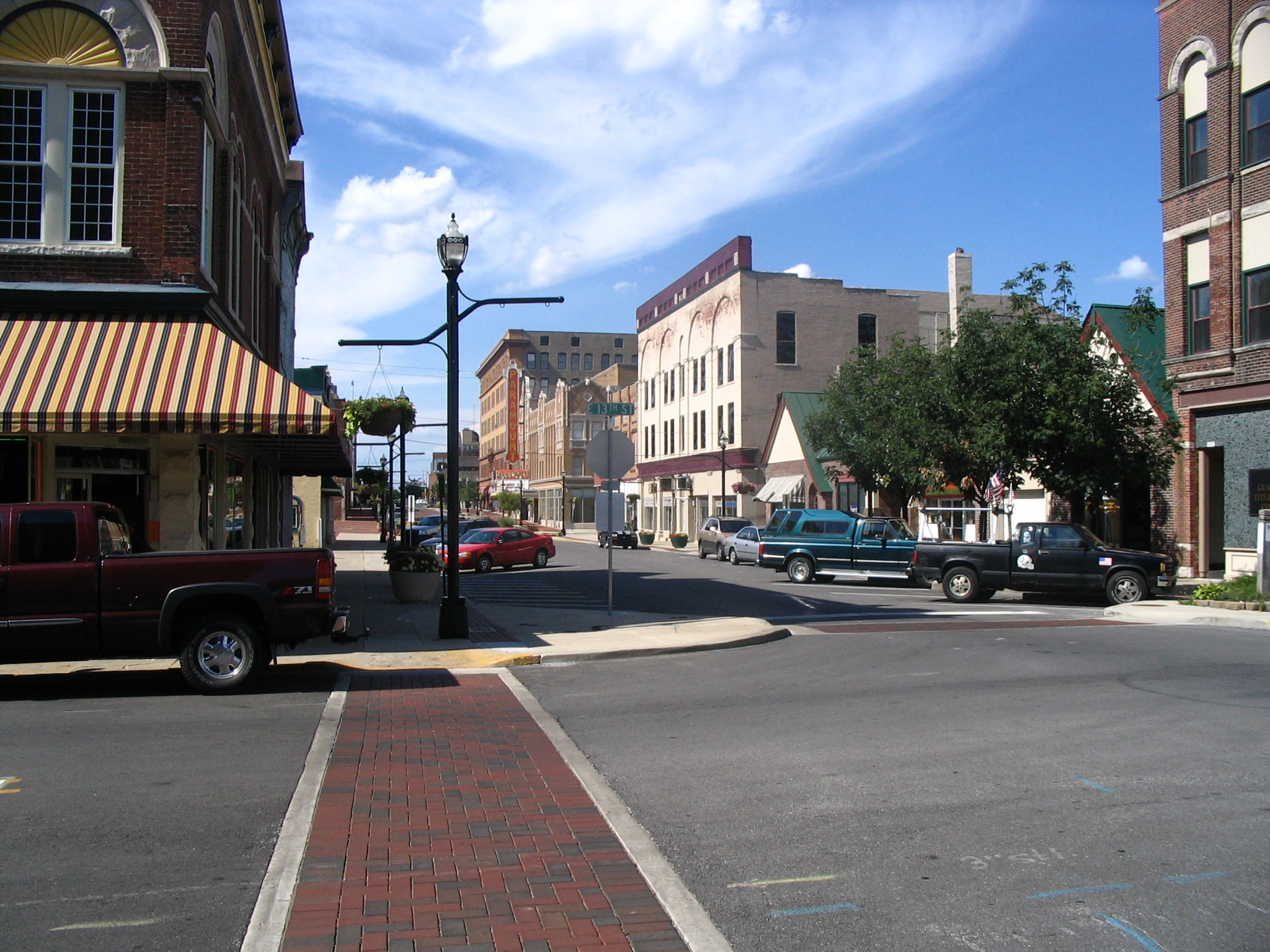
Le centre-ville historique.
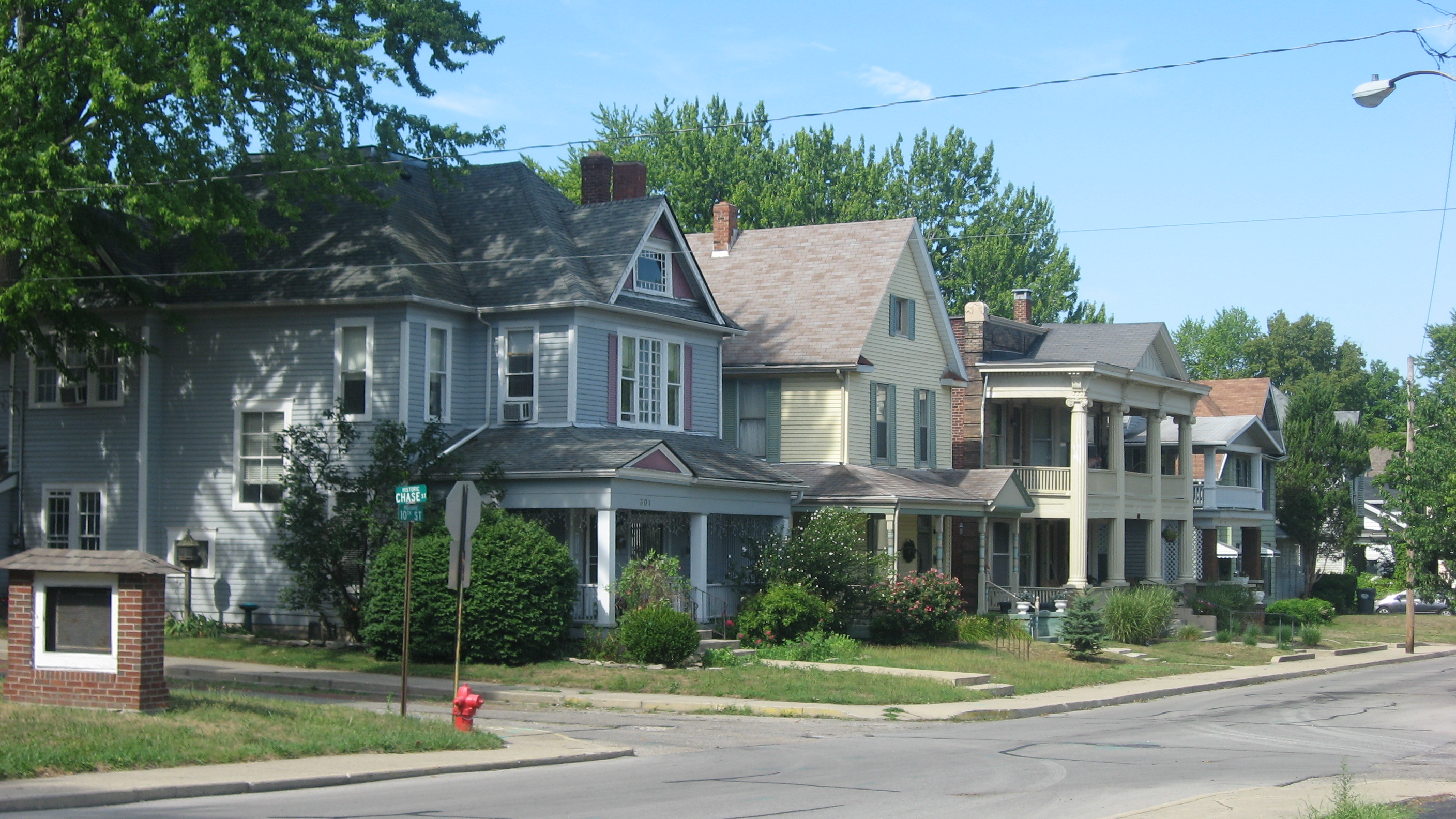
Le quartier de West Central.
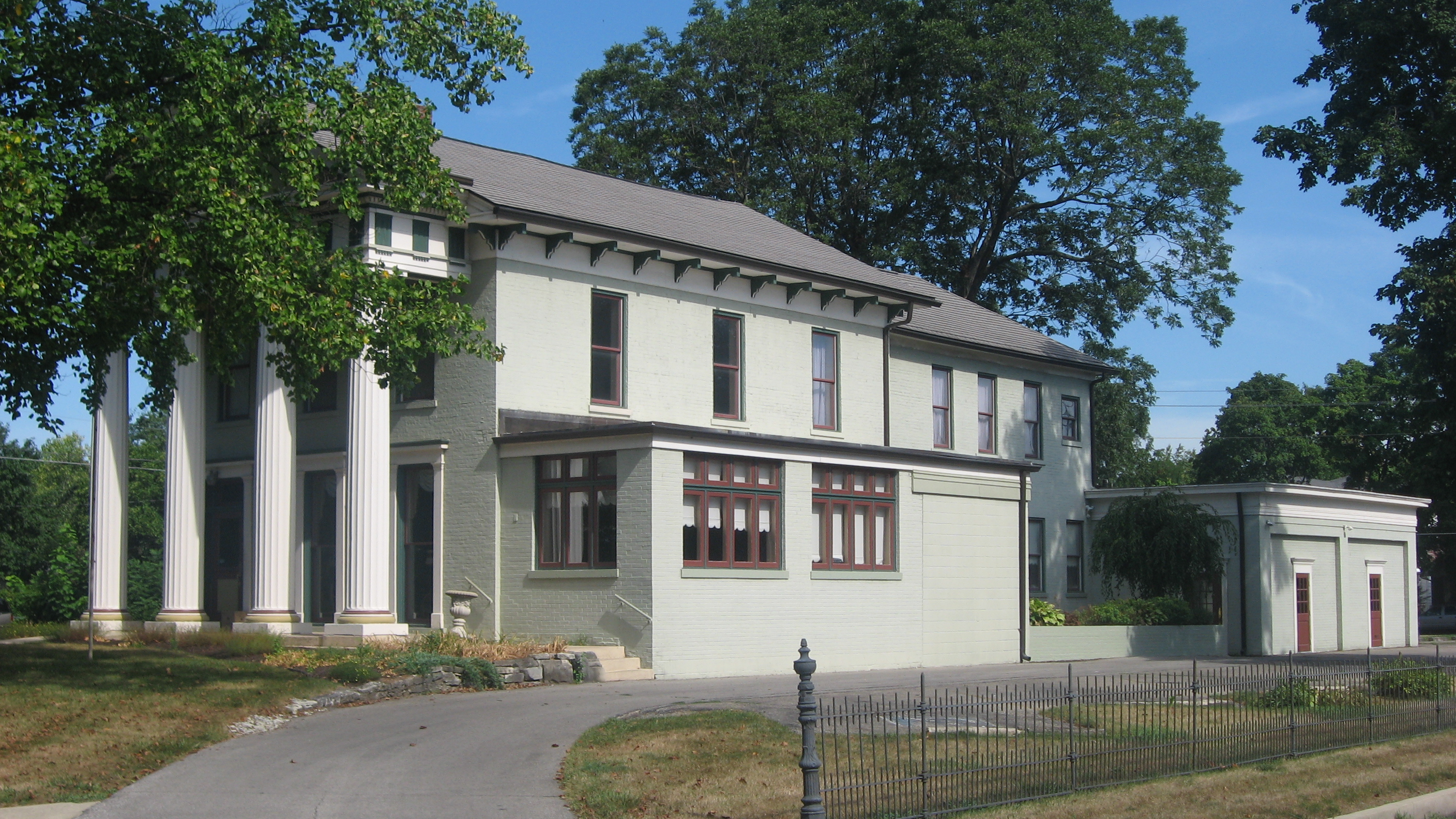
La maison McCullough.

En dehors de ces quartiers, sept bâtiments d'Anderson sont inscrits individuellement sur le registre national des lieux historiques :
- la maison Gruenewald, construite en 1874 par Martin Gruenewald dans un style italianisant et Second Empire[28] ;
- l'école de Central Avenue, comprenant un bâtiment néo-roman de 1891 et une extension Arts & Crafts de 1921[29] ;
- la bibliothèque Carnegie, financée par le fonds Carnegie et édifiée en 1905 dans un style Beaux-Arts[30] ;
- l'Anderson Bank Building, un immeuble Art déco de sept étages du centre-ville achevé en 1928 d'après les plans du cabinet Vonnegut & Bohn (en)[31] ;
- le Paramount Theatre, un cinéma construit d'après les plans de Alvin M. Strauss en 1928 dans un style néo-colonial espagnol[32] ;
- le Tower Hotel, construit en 1930 en mélangeant les styles Art déco et néo-gothique et qui est avec ses douze étages le premier gratte-ciel d'Anderson[33] ;
- la High School Wigwam, qui comprend la High School Athletic and Education de 1961 et les extensions de 1979 (classes et auditorium)[34]. En grande partie consacrée au basket-ball, l'école est un exemple de l'« hystérie Hoosier (en) » pour ce sport dans les années 1950[34] avec le deuxième plus grand gymnase du secondaire des États-Unis[11].

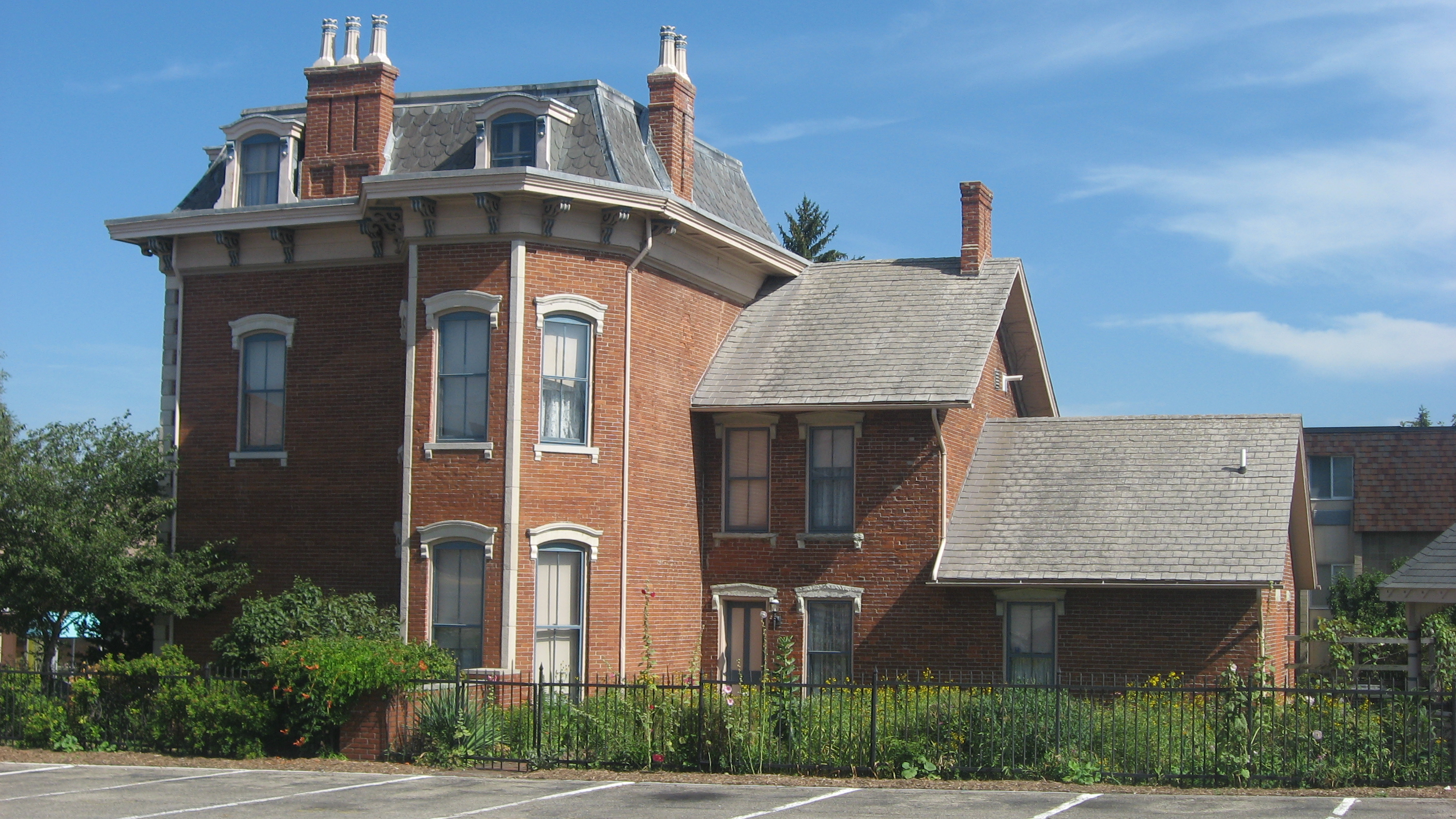
La maison Gruenewald.
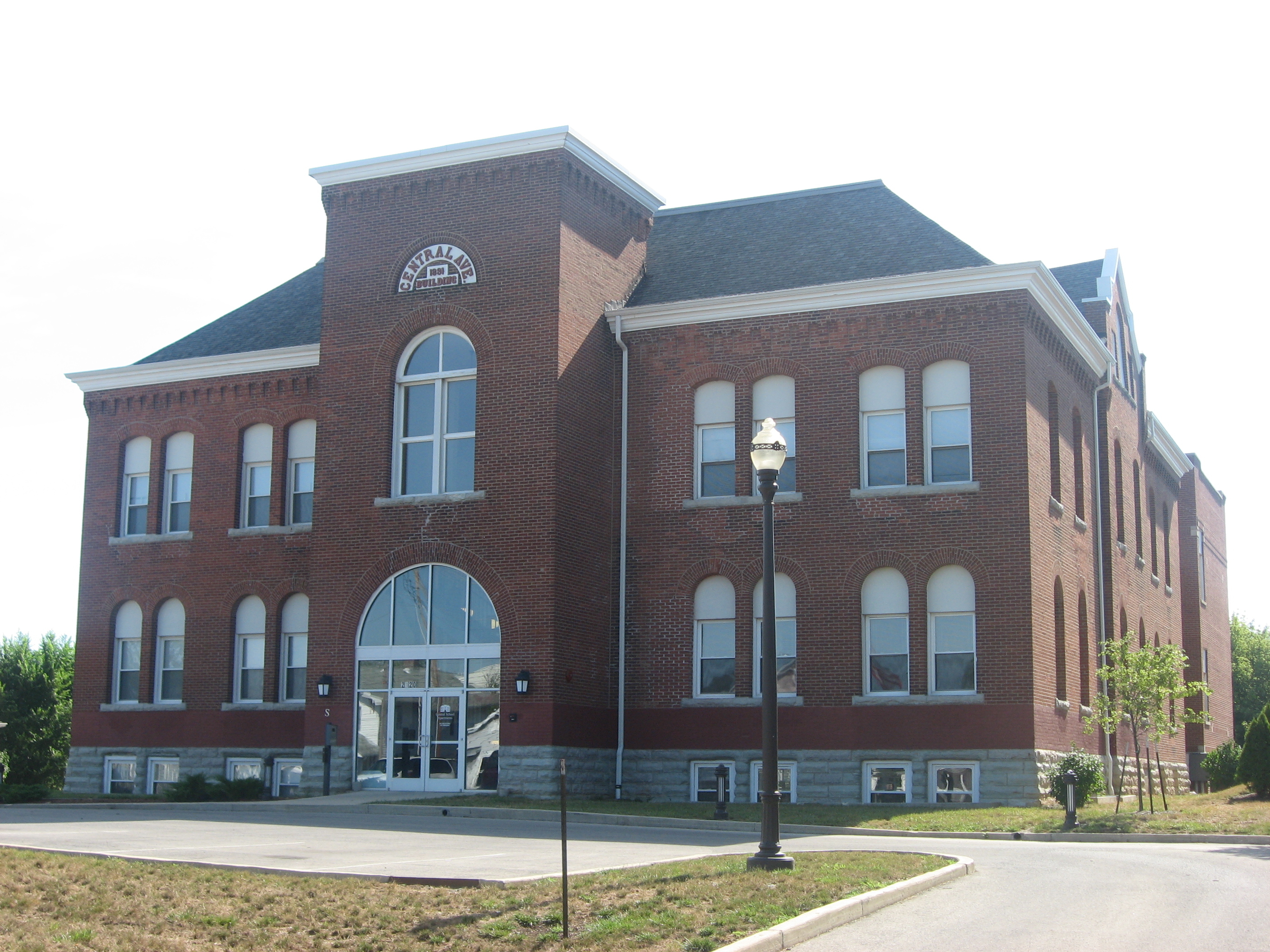
L'école de Central Avenue.
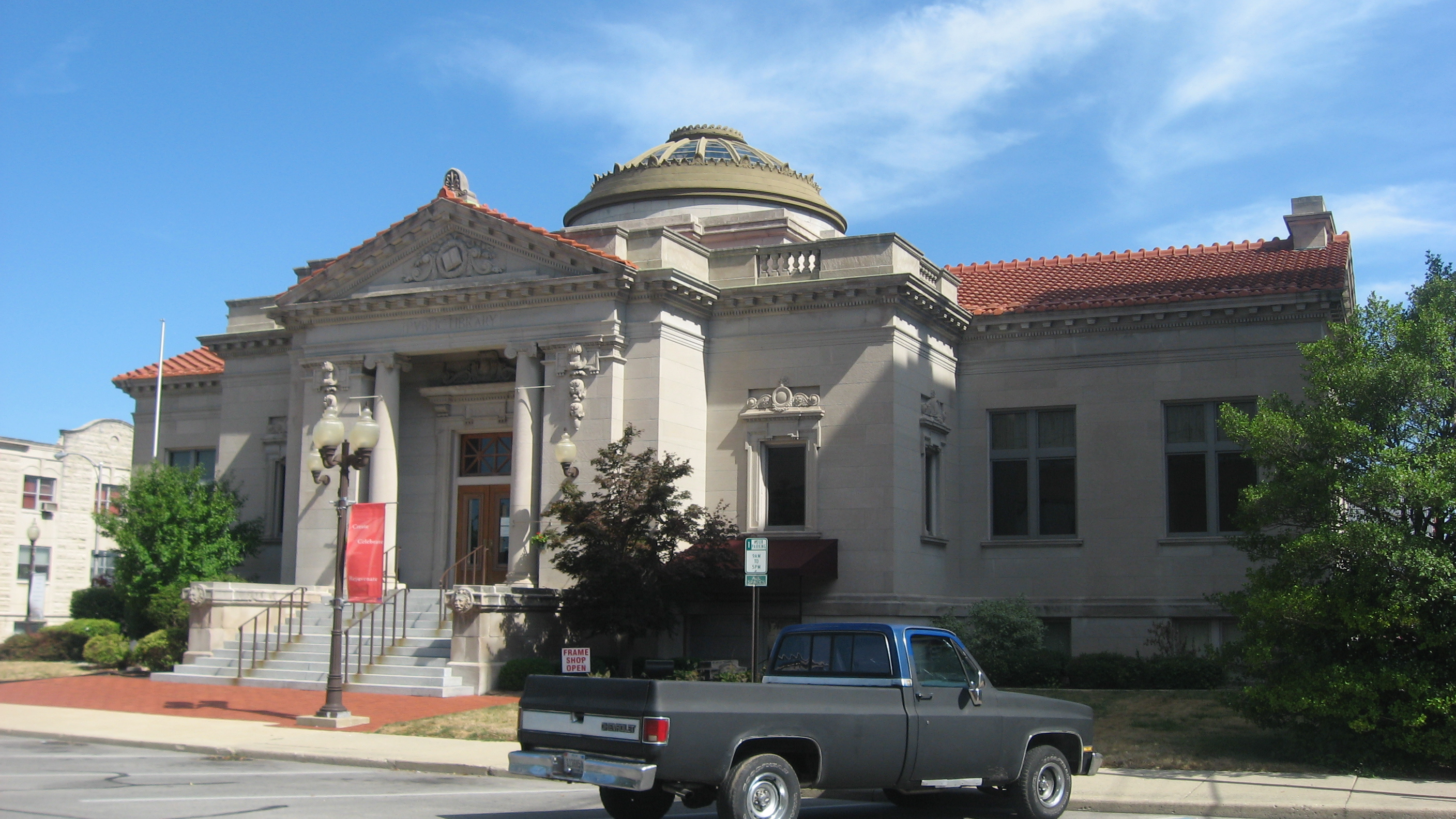
La bibliothèque Carnegie.
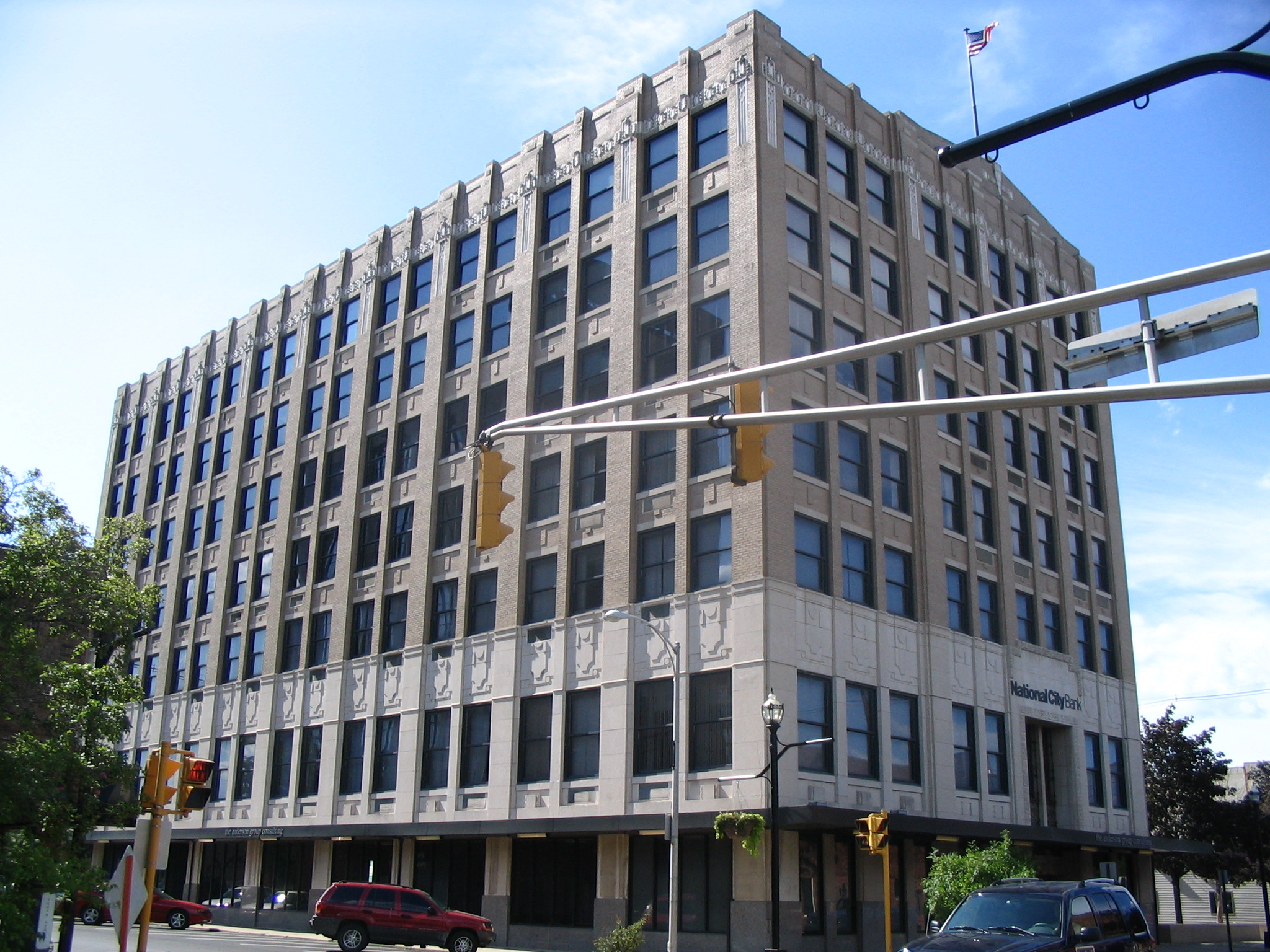
L'Anderson Bank Building.
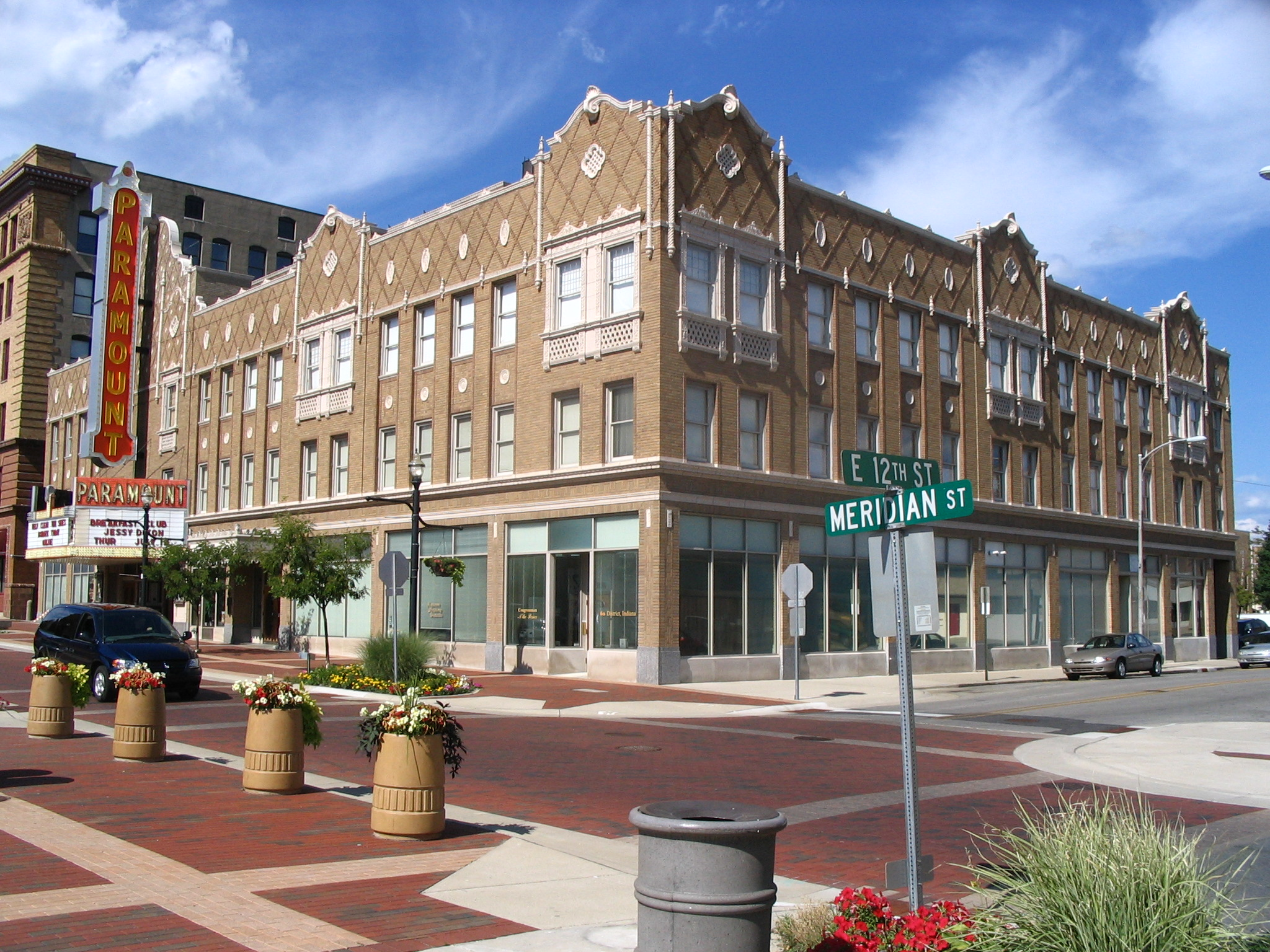
Le Paramount Theatre.
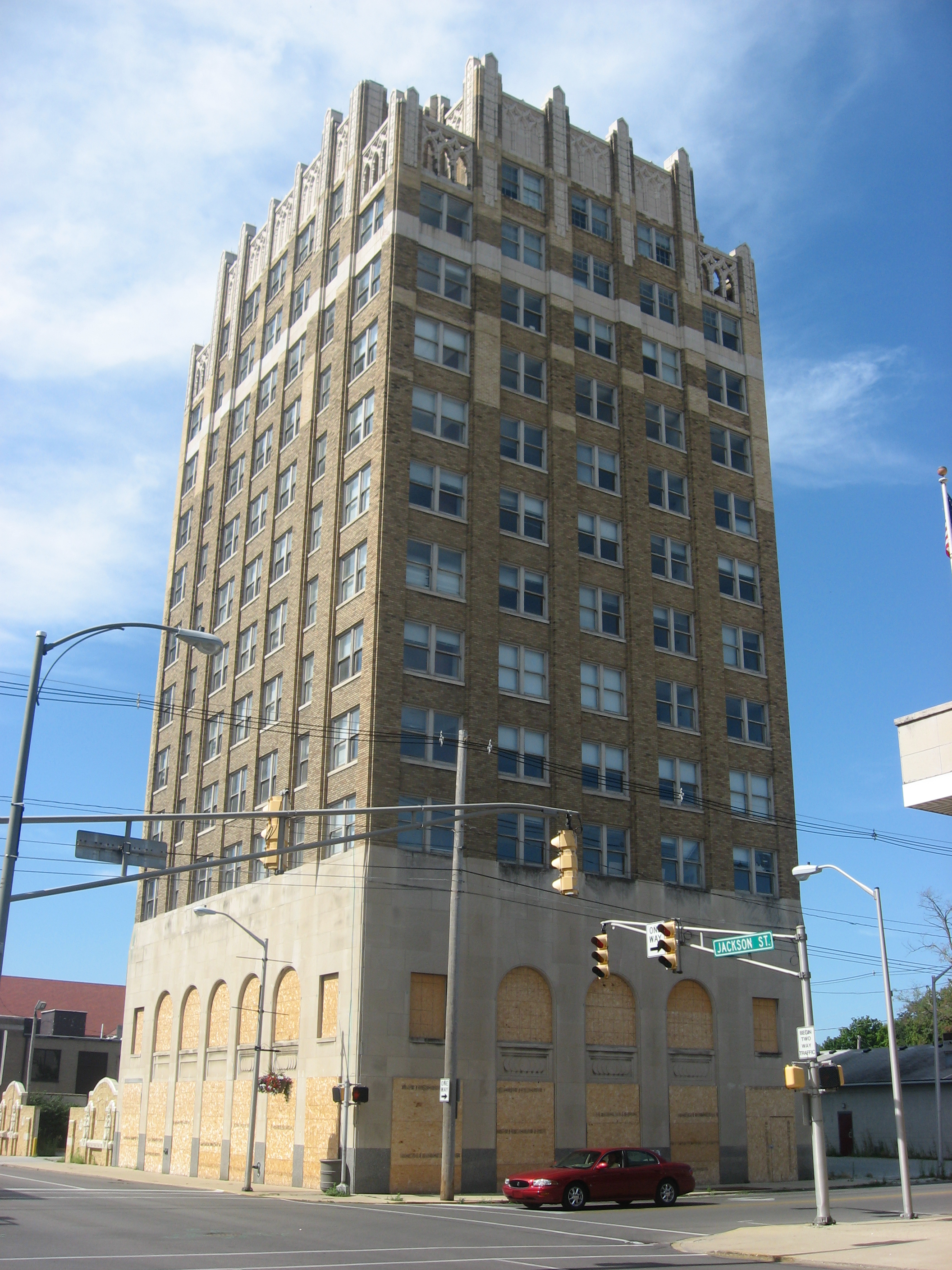
Le Tower Hotel.
Le gymnase de Wigwam.